# جسی لونداس
جسی لونداس (انگلیسی: Jessie Londas؛ زادهٔ ۱۲ ژانویهٔ ۱۹۸۵) بازیکن فوتبال اهل فرانسه است.
از باشگاه‌هایی که در آن بازی کرده‌است می‌توان به باشگاه فوتبال اوسر اشاره کرد.